# Toucanet de Wagler
Aulacorhynchus wagleri
Espèce
Synonymes
- Aulacorhynchus prasinus wagleri

Statut de conservation UICN

 LC  : Préoccupation mineure
Le Toucanet de Wagler (Aulacorhynchus wagleri) est une espèce d'oiseaux de la famille des Ramphastidae.

## Répartition
Cet oiseau est endémique du sud-ouest du Mexique (zone néotropicale).

## Taxonomie
Il a longtemps été considéré comme une sous-espèce du Toucanet émeraude (Aulacorhynchus prasinus).